# Peridroma patagonica
Peridroma patagonica är en fjärilsart som beskrevs av Emilio Berio 1961. Peridroma patagonica ingår i släktet Peridroma och familjen nattflyn. Inga underarter finns listade i Catalogue of Life.